# Sibel Küçük
Pour les articles homonymes, voir Sibel (homonymie) et Küçük.
Sibel Küçük est une ancienne joueuse de volley-ball turque née le 18 août 1987. Elle mesure 1,82 m et jouait au poste d'attaquante. 

## Clubs
| Club                     | De        | À         |
| ------------------------ | --------- | --------- |
| Galatasaray İstanbul     |           | 2005-2006 |
| Çanakkale Belediye       | 2006-2007 | 2010-2011 |
| Yeşilyurt İstanbul       | 2011-2012 | 2011-2012 |
| Ereğli Belediye          | 2012-2013 | 2012-2013 |
| Ataşehir Belediye        | 2013-2014 | 2013-2014 |
| İlbank Ankara            | 2014-2015 | 2014-2015 |
| Gümüşhane Gençlerbirliği | 2015-2016 | 2015-2016 |
| Rota Koleji İzmir        | 2016-2017 | 2016-2017 |